# Bärentreiber in Antwerpen
Friedrich Preller der Ältere malte 1824 ein Gemälde unter dem Titel Bärentreiber in Antwerpen. Es befindet sich im Besitz der Klassik Stiftung Weimar im Weimarer Stadtschloss mit der Inventarnummer G 83c.
Das Ölgemälde auf Leinwand hat die Maße 62,5 × 78,8 cm.
Die Trachten der Dargestellten ist die flämische Mode des frühen 19. Jahrhunderts der einfachen und armen Bevölkerung. Der Bärenführer treibt einen aufrechtstehenden Bären, den er an einem Seil hält, durch eine Gasse Antwerpens, die mit vielen Schaulustigen gesäumt ist. Das ist sicher  der Tanzbär. Ein Trommler und drei auf Kisten sitzende kleine Affen, wovon zwei angeleint sind, sorgen für zusätzliche Unterhaltung. Die Kisten sind auf einen Esel geschnallt, der dem Pfeife rauchenden Trommler folgt, begleitet von einem kleinen Hund. Die Szene ist idealisiert im Sinne der Romantik dargestellt.
Das Gemälde ist außer als Kunstwerk als Zeugnis der Unterhaltungskultur des frühen 19. Jahrhunderts anzusehen.
Preller gehörte der Weimarer Malerschule an. Er selbst war in Antwerpen und hatte das unter Umständen mit eigenen Augen gesehen.